# Kotzebue
|  | Aquest article tracta sobre el poble d'Alaska. Vegeu-ne altres significats a «Otto von Kotzebue». |

Kotzebue és un municipi d'Alaska (Estats Units) que té 2.983 habitants d'acord amb el cens de 2022.
És una ciutat del districte nord-oest de l'Àrtic a l'estat d'Alaska dels Estats Units. És el municipi, que amb diferència te la comunitat amb major volum i el centre econòmic i de transport de la subregió d'Alaska que abasta el municipi.

## Història
A causa de la seva ubicació i grandària, Kotzebue va servir com a centre comercial i de reunió per a les diverses comunitats de la regió. Els rius Noatak, Selawik i Kobuk desemboquen prop de Kotzebue per formar un centre de transport a punts de l'interior. A més de la gent dels pobles de l'interior, els habitants de l'Extrem Orient rus, van arribar a comerciar a Kotzebue. Pells, oli de foca, pells, rifles, municions i pells de foca eren alguns dels articles comercialitzats. La gent també es va reunir per a competicions com els actuals World Eskimo Indian Olympics. Amb l'arribada dels baleners, comerciants, cercadors d'or i missioners, el centre comercial va viure una època d'expansió.